# 多剤耐性肺結核
多剤耐性肺結核（たざいたいせいはいけっかく、MDR）とは、肺結核のうち、治療として使われる抗生物質のイソニアジドやリファンピシンなどに薬剤耐性を持った状態をいう。

## 原因
抗生物質の不適切な乱用が一因である。不適切な飲み方で長期に内服していたために、生き残った結核菌が徐々に耐性を獲得していく。それに加えて、フルオロキノロンと注射二次薬（カプレオマイシン、アミカシン、カナマイシン）の少なくとも一つに耐性を持つ結核菌を「超多剤耐性結核菌」または「広範囲薬剤耐性結核菌（XDR-TB）」という。こうなると効く薬が全くないと言われ、結核薬で肺結核が治せなくなる。